# Patacca
Patacca è il termine con il quale venivano indicate diverse monete, in genere grosse, pesanti e di scarso valore. In tali monete, in particolare, la percentuale d'argento della lega che le costituiva era molto bassa, pur in presenza di peso e dimensioni complessive notevoli: in tal modo, la moneta aveva un valore indicato maggiore di quello effettivo, corrispondente al metallo prezioso usato per batterla. Di qui l'uso in italiano del termine "patacca" per indicare qualcosa che vale meno di quello che sembra.
Nell'Africa settentrionale e in lingua portoghese era usato per indicare il peso spagnolo.
Esistono diverse varianti del termine tra cui pataca, petacchia, petacchina (o patacchina), patacão (pl. patacões), pattacco e così via.
Affine ad esso sono altre denominazioni (patard e patagòn, quest'ultima senza alcun rapporto con la Patagonia), in uso in America Latina.
Era usato in Fiandra (Patac). Alla fine del XIV secolo sono citati i Patacchi di Avignone.
Patacco era il nome dato in Piemonte al forte emesso da casa Savoia.
Petacchina (o patacchina): era il nome prima popolare e poi ufficiale della moneta di biglione dal valore di un quarto di grosso emessa nella Repubblica di Genova e a Savona nella seconda metà del XIV secolo. Era equivalente al sesino da 6 denari.

## Etimologia
Deriva dal provenzale patac, dallo spagnolo pataca e a sua volta dall'arabo Bâtâqa contrazione di abû o abon Tâqa che significa il padre della finestra, nome con cui i mori in Spagna nominavano le piastre spagnole in cui erano impresse le colonne d'Ercole.

## Pataca
Nome dato dai portoghesi a monete di rame o biglione usate nelle loro colonie nelle Indie portoghesi e in Africa. Era anche il termine portoghese per la peseta.
- Pataca di Macao
- Patacca di Malta
- Pataca del Timor portoghese